# 八溝川
八溝川（やみぞがわ）は、茨城県久慈郡大子町を流れ久慈川に注ぐ一級河川である。流域の源流部は奥久慈県立自然公園の区域であり、八溝山南麓の「八溝五水」は八溝川湧水群として、1985年（昭和60年）名水百選のひとつに選定された。

## 概要
茨城県の最高峰である八溝山の南麓、「八溝五水」を水源とし、渓谷を形成し途中大小の沢が流入し流量を増やし、宮本地区より向きをかえ蛇行する。中郷川合流点で堰により止水されたあと河岸段丘を形成し水郡線下野宮駅付近で久慈川に流入する。多数の村落が河川沿いに存在する。河川沿いには多くの集落があり茨城県道28号を通じて「八溝山山頂」や「八溝五水」近くまで到達出来る。

## 八溝川湧水群（名水百選）
八溝五水とも称され、水戸光圀が命名したと伝えられる湧水である。
- 金性水 - 水戸光圀が賞味したと伝えられている。
- 鐵水（鉄水）
- 龍毛水
- 白毛水
- 銀性水

- 金性水
- 鐵水
- 龍毛水
- 白毛水

## 交通
- 車：茨城県道・栃木県道28号大子那須線終点

## 八溝水源の森
八溝山の南麓に広がる森で、「八溝水源の森」として水源の森百選に選定されている。
| 山岳   | 面積(ha) | 標高(m)    | 人工林(%) | 天然林(%) | 主な樹種                     | 制限林           | 種類             | 流量(m3/日) |
| ------ | -------- | ---------- | --------- | --------- | ---------------------------- | ---------------- | ---------------- | ----------- |
| 八溝山 | 730      | 325〜1,022 | 90        | 10        | ブナ・ミズナラ・スギ・ヒノキ | 水源かん養保安林 | 流水（八溝川）他 | 1,500       |

灌漑用水の他、生活用水、工業用水を供給している。麓は温泉や野外レクレーション施設が整備されて多くの人が訪れる。
所在地：茨城県久慈郡大子町上野宮小寺崎（データは選定年の1995年（平成7年）7月）